# Alias Lembakoali
Alias Emery Lembakoali (ur. 27 marca 1971 w Bangi) – środkowoafrykański piłkarz występujący na pozycji napastnika.

## Kariera klubowa
W 1995 roku rozpoczął grę na Słowacji, w drugoligowym MŠK Žilina. Następnie był zawodnikiem trzecioligowego Považanu Nové Mesto nad Váhom, a w 1997 roku przeszedł do drugoligowego Matadora Púchov. W sezonie 1999/2000 awansował z nim do pierwszej ligi. 
W 2001 roku odszedł do także pierwszoligowego Interu Bratysława, z którym w sezonie 2001/2002 zajął 3. miejsce w lidze. Przez cztery lata w barwach Interu rozegrał 101 spotkań i zdobył 23 bramki. W 2005 roku wyjechał do Austrii, gdzie został graczem trzecioligowego SC Eisenstadt. W 2006 roku odszedł do drugoligowego SC-ESV Parndorf, a na początku 2007 roku przeniósł się do amatorskiego UFC Mannersdorf. W tym samym roku wrócił na Słowację, gdzie do końca kariery w 2017 roku reprezentował barwy zespołów grających w niższych ligach – Iskry Petržalka oraz FK Slovan Most pri Bratislave.

## Kariera reprezentacyjna
W reprezentacji Republiki Środkowoafrykańskiej Lembakoali wystąpił jeden raz, 23 kwietnia 2000 w przegranym 1:3 meczu el. do Mistrzostw Świata 2002 z Zimbabwe.